# 神経内分泌学
神経内分泌学（しんけいないぶんぴつがく、英語：neuroendocrinology）は神経系と内分泌系の間の相互作用に関する学問である。この概念は、下垂体からのホルモンの分泌が脳、とりわけ視床下部により密接に調節されているという認識から生じた。

## 神経内分泌学の先駆者
エルンスト・シャラー（Ernst Scharrer, 1905年 - 1965年）はドイツの神経解剖学者。妻であるベルタ・シャラー（Berta Scharrer, 1906年 - 1995年）と共に神経内分泌現象を発見した。エルンストは1928年に魚類において視床下部、視索前核の細胞から分泌される物質が下垂体に作用すること、すなわち神経内分泌現象を初めて報告し、その後この研究を脊椎動物全般に広げた。ベルタは無脊椎動物についての研究を行った。二人の研究は神経細胞の内分泌現象に関する研究の先駆けとなった。
ジオフレイ・ハリス（Geoffrey Harris, 1913年 - 1971年）は多くの人々から『神経内分泌学の父』であると見られている。ジオフレイ・ハリスは哺乳類の下垂体前葉が、視床下部神経細胞から視床下部下垂体門脈循環の中に分泌される因子によって調節されているということを示したこと
により認められている。対照的に、下垂体後葉のホルモンは視床下部神経細胞の神経末端から体循環中に直接分泌されている。
同定されたそれらの因子の最初のものは甲状腺刺激ホルモン放出ホルモン (TRH) と性腺刺激ホルモン放出ホルモン (GnRH) である。TRHは甲状腺刺激ホルモン (TSH) の分泌を促す小さなペプチドであり、GnRH（これは黄体ホルモン放出ホルモン (LHRH) とも呼ばれている）は黄体形成ホルモン (LH) 及び卵胞刺激ホルモン (FSH) の分泌を促す。
ロジャー・チャールズ・ルイス・ギルマン（Roger Charles Louis Guillemin, 1924年1月11日 - ）とアンドリュー・ウィクター・シャリー（Andrew Wiktor Schally, 1926年11月30日 - ）はそれらの因子を羊及び豚の視床下部から単離し、その構造を明らかにした。ギルマンとシャリーは「脳のペプチドホルモン産生」を明らかにした業績により1977年にノーベル生理学・医学賞を受賞した。
1952年に、アンドール・スゼンティバニィ（Andor Szentivanyi, 1926年 - 2005年10月22日）とフィリップ（Filipp G.）は免疫系が視床下部によってどのように神経性統御を受けるのかを示した世界で最初の研究論文を発表した。

## 視床下部の神経内分泌系
下垂体後葉（神経性下垂体）の2種類のホルモンであるオキシトシンとバソプレッシン（抗利尿ホルモン）は巨細胞性神経分泌細胞の神経終末から体循環中に直接分泌される。オキシトシン及びバソプレッシンのニューロンの神経細胞体は視索上核及び室傍核の中にあり、それらのニューロンの電気的活性は脳の他の領域からの求心性のシナプス入力により調節されている。
一方、下垂体前葉（腺性下垂体）のホルモンは、哺乳類においては、神経の直接支配を受けない内分泌細胞から分泌されるが、それらのホルモン（副腎皮質刺激ホルモン (ACTH) 、黄体形成ホルモン (LH) 、卵胞刺激ホルモン (FSH) 、甲状腺刺激ホルモン (TSH) 、プロラクチン及び成長ホルモン (GH) ）の分泌は依然として脳の支配を受けている。脳は、視床下部神経により大脳基底部、正中隆起の血管内に放出される血行性物質である『放出因子』及び『放出抑制因子』によって下垂体前葉を支配している。
視床下部下垂体門脈は視床下部から放出される因子を腺性下垂体に向けて運び、そこでそれらの因子はホルモン産生細胞の表面の特異的受容体に結合する。
たとえば、成長ホルモンの分泌は２つの神経内分泌系により調節されている。すなわち、成長ホルモン放出ホルモン (GHRH) ニューロンとソマトスタチンニューロンであり、それぞれGHの分泌を刺激または抑制する。GHRHニューロンは視床下部の弓状核に位置しており、一方、成長ホルモンの調節に関わるソマトスタチン細胞は室傍核にある。それらの2つの神経系はそれらのペプチドを下垂体前葉に運ぶために門脈血管中に放出する正中隆起に軸索を投射している。成長ホルモンは脈流中に分泌され、その放出はGHRH及びソマトスタチンの放出の交互の発現により起こり、GHRHとソマトスタチン細胞の間の神経的相互作用を反映し、そして成長ホルモン自身の負のフィードバックを受ける。
ではなぜこれらの系は、生理学者や神経科学者の興味を惹くのか？
まず第一に、神経内分泌系は我々のほとんどの部分にとって重要なことを調節している。神経内分泌系は、結合から性行動、精子形成、卵巣周期、出産、乳汁分泌、そして母性行動に至るまで、生殖のあらゆる面から支配している。
神経内分泌系は我々がストレス及び感染に対処する手段を支配する。また、我々の摂食行動や取り込んだエネルギーをいかに利用するかということ、すなわち、どのように我々が脂質を取り込むかということを左右する代謝作用を調節する。そして我々の状況に影響を与える。神経内分泌系は体液や電解質の恒常性、そして血圧を調節する。言い換えれば、神経内分泌系は主要な健康に関するいくつもの中心的関心事であり、しばしば奥深い個人的な興味である。
第二に、神経内分泌系は分泌物を産生する小さな工場であるが、ニューロンおよびそれらの神経終末は大きく、終端領域に密着してまとまっている。そしてそれらの出力は血液中でしばしば簡単に測定され、それらのニューロンが何をしていてどんな刺激物にそれらの系が反応しているかが、仮説と実験にすぐに公開される。それら及びその他の理由で、神経内分泌ニューロンは「どのようにニューロンはその産物を合成し、凝縮し、放出するのか」あるいは「情報はどのように電気的活性にコードされるのか」というような普遍的な疑問について研究するためのとても良いモデル系である。

## 神経内分泌学の領域
現在では、神経内分泌学は神経内分泌ニューロンの中心概念から直接または間接的に生じた幅広い領域の話題を受け入れている。神経内分泌ニューロンは生殖腺を調節し、性腺ステロイドは順々に脳に影響を与え、そしてACTHの影響下で副腎から副腎皮質ステロイドを分泌させる。それらのフィードバックに関する研究は必然的に神経内分泌学者がよく手がける領域になった。視床下部の神経内分泌ニューロンから血液中に分泌されるペプチドは脳の中にも放出されていることが明らかにされ、中心的作用はしばしば末梢における作用を補完しているように見えたので、それらの神経内分泌物質の中心的作用を理解することも神経内分泌学者の領域となった。時にはそれらのペプチドが脳の中の全く別の場所で内分泌調節とは明らかに関係のない機能を持った所に予期せず見いだされることすらあった。神経内分泌ニューロンは末梢神経系においても見つかり、そこではたとえば消化を調節していた。アドレナリンおよびノルアドレナリンを分泌する副腎髄質の細胞は内分泌細胞とニューロンの両方の性質を持っていることが明にされ、たとえば開口分泌の分子メカニズムの研究のための優れたモデルであることが示され、それらの研究は内分泌系にまで拡張された。
神経内分泌系は我々が神経科学と生理学における多くの基本的原理、たとえば我々の刺激と分泌のつながりを理解するのに重要である。神経内分泌の起源と様式の意義は未だに現在の神経内分泌学の主要なテーマである。

### 関連学会
- The International Neuroendocrine Federation
- The American Neuroendocrine Society
- The British Society for Neuroendocrinology
- La Societe de Neuroendocrinologie
- The European Neuroendocrine Association
- 日本神経内分泌学会

### 学術雑誌
- Stress - The International Journal on the Biology of Stress (Informa Healthcare) An official Journal of the International Neuroendocrine Federation
- Journal of Neuroendocrinology (Blackwell)
- Neuroendocrinology (Karger)
- 'Frontiers in Neuroendocrinology' (Academic Press)
- Hormones and Behavior (Academic Press)
- Neuroendocrinology Letters (Maghira and Maas Publications)